# Lasioglossum naitoi
Lasioglossum naitoi is een vliesvleugelig insect uit de familie Halictidae. De wetenschappelijke naam van de soort is voor het eerst geldig gepubliceerd in 1994 door Ebmer & Maeta.